# Villelongue-d’Aude
Villelongue-d’Aude ist eine französische Gemeinde mit 314 Einwohnern (Stand 1. Januar 2022) im Département Aude in der Region Okzitanien (vor 2016 Languedoc-Roussillon). Sie gehört zum Kanton La Région Limouxine im Arrondissement Limoux. Die Einwohner werden Villelongueais genannt.

## Geographie
Villelongue-d’Aude liegt etwa 28 Kilometer südwestlich von Carcassonne. Das Gemeindegebiet wird vom Flüsschen Blau durchquert, das über die Sou zur Aude entwässert. Umgeben wird Villelongue-d’Aude von den Nachbargemeinden Alaigne im Norden, Loupia im Nordosten und Osten, Ajac im Osten, La Bezole im Süden, Courtauly im Südwesten, Pomy im Westen sowie Monthaut im Nordwesten.

## Bevölkerungsentwicklung
| Jahr                       | 1962 | 1968 | 1975 | 1982 | 1990 | 1999 | 2006 | 2019 |
| -------------------------- | ---- | ---- | ---- | ---- | ---- | ---- | ---- | ---- |
| Einwohner                  | 365  | 305  | 260  | 258  | 286  | 279  | 321  | 302  |
| Quellen: Cassini und INSEE |      |      |      |      |      |      |      |      |

## Sehenswürdigkeiten
- Kirche Sainte-Barbe
- Kapelle Sainte-Barbe im Ortsteil Pla Marty
- Romanischer Turm